# Anthus godlewskii
Anthus godlewskii là một loài chim trong họ Motacillidae.